# Metalist 1925 Kharkiv (féminines)
Ne doit pas être confondu avec WFC Zhytlobud-2 Kharkiv.
Maillots
Actualités
Le Zhinochyi Futbolny Metalist 1925 Kharkiv (en ukrainien : Жіночий Футбольный «Металіст 1925»), plus couramment abrégé en ZhFK Metalist 1925, est un club ukrainien de football féminin fondé en 2002 et basé dans la ville de Kharkiv. Depuis juillet 2023, c'est la section féminine du Metalist 1925. Sous son nom précédent, le Zhytlobud-1 Kharkiv, le club a remporté douze fois le championnat ukrainien.
Il évolue en première division du Championnat d'Ukraine.

## Histoire
Le FK Kharkiv est fondé en 2002. Il devient le Kondytsioner Kharkiv en 2003. En février 2004, il est renommé Metalist Kharkiv puis Arsenal Kharkiv en 2005.

Logo du Zhytloud-1 Kharkiv.o

En 2006, il prend le nom de Zhytlobud-1 Kharkiv, en raison d'un parrainage par l'entreprise de construction du même nom. Les années 2000 voient le club dominer le football féminin ukrainien. En 2009, le club atteint les seizièmes de finale de la Ligue des champions, battu par les futures demi-finalistes d'Umeå IK.
Kharkiv atteint la phase de groupes de la Ligue des champions en 2021-2022.
En 2022, les infrastructures du club sont détruites par la guerre. Le club est contraint de renoncer à participer au championnat 2022-2023 pour des raisons de sécurité. Il revient en compétition la saison suivante. En juillet 2023, le Zhytlobud-1 entre en partenariat avec un club de première division masculine de Kharkiv, le Metalist 1925. Le club prend officiellement le nom de Metalist 1925 en mars 2024.

## Palmarès
| Compétitions nationales |
| --- |
| - Championnat d'Ukraine féminin (12) : - Champion : 2003, 2004, 2006, 2008, 2011, 2012, 2013, 2014, 2015, 2018, 2019 et 2021. - Coupe d'Ukraine féminine (13) : - Vainqueur : 2003, 2004, 2006, 2007, 2008, 2010, 2011, 2013, 2014, 2015, 2016, 2018 et 2019. |

## Personnalités du club

### Présidents du club
- Oleksandr Kharchenko

### Entraîneurs du club
- Oleh Rouban (2006-2009)
- Yaroslav Lantsfer (2009-2016)
- Valentyn Kryatchko (2016-2017)
- Valentyna Kotyk (2017-2019)
- Maksym Rakhaïev (2019)
- Serhiy Sapronov (2019-2022)
- Volodymyr Pyatenko (2023-

### Anciennes joueuses notables
- Vera Djatel
- Olha Ovdiychuk (en)
- Natia Pantsulaia
- Tanya Romanenko
- Nataliya Sukhorukova (en)

- Lioudmyla Pekour, de 2002 à 2005, trente huit matchs et quarante neuf buts.